# Grace Drummond-Hay
Pour les articles homonymes, voir Drummond.

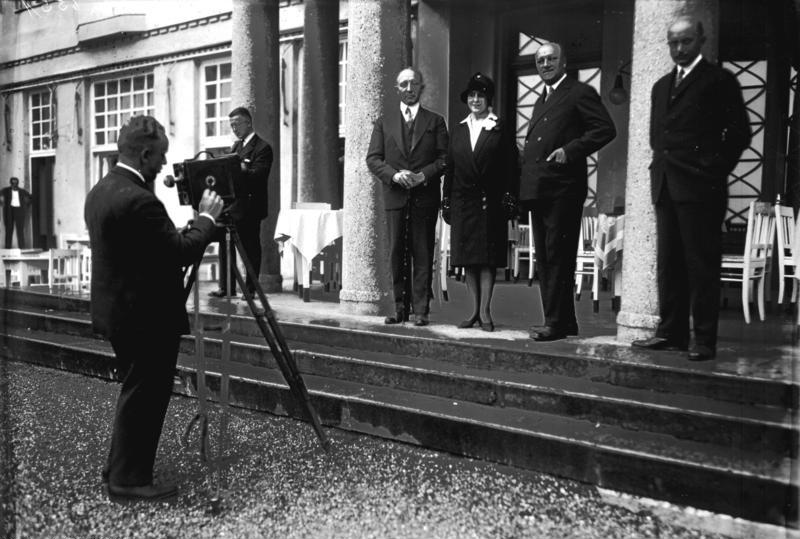
Les journalistes se faisant photographier avant le lancement du Graf Zeppelin en septembre 1928, de gauche à droite : Karl von Wiegand, Lady Drummond-Hay, Rolf Brand et Robert Hartmann.

Lady Grace Marguerite Hay Drummond-Hay, née Grace Marguerite Lethbridge le 1er septembre 1895 à Liverpool et morte le 12 février 1946 à Manhattan, est une journaliste britannique et la première femme à avoir réalisé un tour du monde par les airs, dans le LZ 127 Graf Zeppelin en 1929. Bien que non aviatrice elle-même au départ, elle contribua à populariser l'aéronautique auprès du public en décrivant ses aventures aériennes dans les principaux journaux américains à la fin des années 1920 et début des années 1930.

## Mariage et veuvage
Gracie Lethbridge se maria en 1923 avec Sir Robert Hay Drummond-Hay (1846-1925) à l'âge de 28 ans alors que son mari avait 50 ans de plus qu'elle. Sir Robert était à Tanger au Maroc et avait été pendant des années le consul-général britannique à Beyrouth au Liban. Il ajouta Hay à son nom en 1906. Il avait été auparavant marié à Euphemia Katrina Willis Flemming dont il eut quatre enfants, tous plus âgés que leur nouvelle belle-mère, la benjamine Florence ayant 15 ans de plus qu'elle. Après à peine 3 ans de mariage, Sir Robert mourut. Lady Grace avait alors 31 ans. Jeune veuve noble, elle vécut alors dans son appartement de Londres.

## Carrière de journaliste
Après avoir contribué à des journaux anglais tels que The Sphere, elle devint journaliste pour les journaux du magnat américain de la presse William Randolph Hearst à la fin des années 1920. Journaliste vedette, elle écrivit des articles pour le Chicago Herald and Examiner, publié par le groupe Hearst en tant que passagère à bord du premier vol transatlantique avec passagers d'un Zeppelin en 1928.
Elle participa à bord du LZ 127 Graf Zeppelin au premier tour du monde en dirigeable. Le voyage se déroula en août 1929, au départ de la base aéronavale de Lakehurst, dans le New Jersey et y retournant 21 jours plus tard, après des arrêts à Friedrichshafen en Allemagne, Tokyo et Los Angeles. Lady Hay Drummond-Hay, souvent simplement appelée Lady Drummond-Hay, était la seule femme du vol. Elle envoya régulièrement depuis le bord des reportages du voyage pour les journaux de Hearst. Elle avait comme compagnons de voyage l'explorateur australien Sir George Hubert Wilkins, le millionnaire américain William B. Leeds, le commander de l'US Navy Charles Emery Rosendahl, l'observateur naval Jack C. Richardson, le renommé correspondant de presse du groupe Hearst Karl Henry von Wiegand (en), le photographe de ce même groupe Robert Hartman, un correspondant de presse espagnol Joachim Rickard, un correspondant de presse allemand Heinz von Eschwege-Lichbert et un médecin Geronimo Megias. Hugo Eckener était le capitaine du dirigeable. Lady Drummond-Hay devint une star à son retour à New York, consolidant sa carrière de journaliste pour la décennie suivante.
Elle se rendit par la suite dans des zones en guerre comme l'Abyssinie et fut correspondante en Mandchourie. Elle travailla de manière très proche de son collègue Karl H. von Wiegand.

## Seconde Guerre mondiale
Lors de la Seconde Guerre mondiale, Lady Drummond-Hay et Karl H. von Wiegand furent faits prisonniers par les Japonais et internés dans un camp à Manille aux Philippines. Quand ils furent libérés en 1945, elle était très malade. Ils retournèrent aux États-Unis mais durant leur séjour à New York, Lady Grace Drummond-Hay mourut d'une thrombose coronarienne au Lexington Hotel. William Randolph Hearst et Marion Davies assistèrent à ses funérailles. Après sa crémation, son compagnon Karl H. von Wiegand rapporta ses cendres en Grande-Bretagne.

## Mémoire
Bien que journaliste star à la fin des années 1920, début des années 1930, elle tomba dans l'oubli. Son nom est souvent cité dans des livres sur l'histoire des vols de Zeppelin, mais aucune biographie ou document ne retrace sa vie. En 2009, un documentaire télévisé néerlandais, avec des images d'elle et du vol du Zeppelin autour du monde et se basant sur ses notes de voyage est sorti (titre en français Autour du monde à bord du Zeppelin - Le journal de Lady Hay lors de sa diffusion sur Arte). 
Grace Drummond-Hay inspire le personnage fictionnel de Kate Drummond, journaliste qui meurt dans l'accident du Zeppelin Hindenburg dans l'épisode pilote de la série Timeless.